# Cmentarz ewangelicko-augsburski w Dębniakach
Cmentarz ewangelicko-augsburski w Dębniakach – cmentarz protestancki z przełomu XIX i XX wieku, położony w Dębniakach (gmina Kowal) na Kujawach. Znajduje się w oddaleniu ok. 50 metrów od drogi z Kowala do Krzewentu. 
Cmentarz do 1945 należał do parafii ewangelicko-augsburskiej we Włocławku, po II wojnie światowej przejęty przez Skarb Państwa.Zachowało się 20 mogił ziemnych i 4 nagrobki. W 2009 roku Fundacja Ari Ari przeprowadziła na cmentarzu prace porządkowo-konserwatorskie.